# لاجوس إيجري
لاجوس إيجري (4 يونيو 1888 - 7 فبراير 1967) (بالمجرية: Lajos Egri)‏ كاتب مسرحي مجري، صاحب كتاب "فن الكتابة المسرحية"، والذي يُعتبر على نطاق واسع واحداً من أفضل الأعمال في موضوع الكتابة المسرحية.

## روابط خارجية
- لاجوس إيجري على موقع قاعدة بيانات برودواي على الإنترنت (الإنجليزية)